# Cuquío
Cuquío é um município do estado de Jalisco, no México.
Em 2005, o município possuía um total de 16.236 habitantes.